# Virbia tenuimargo
Virbia tenuimargo là một loài bướm đêm thuộc phân họ Arctiinae, họ Erebidae.